# France terre d'asile
France terre d'asile est une association de solidarité française, dont le principal objet est le soutien aux demandeurs d'asile et la défense du droit d'asile en France. Fondée en 1971, elle a progressivement développé ses activités et professionnalisé son action. Elle s'est notamment spécialisée dans la gestion des centres d'hébergement des demandeurs d'asile (les actuels CADA). 
France terre d'asile milite « pour une Europe des migrations protectrice, solidaire, juste et citoyenne ».

## Histoire et objet social
L'association France terre d'asile est membre de l’Agence des droits fondamentaux de l'UE, du Conseil européen pour les réfugiés et les exilés (en) (ECRE) ainsi que du Conseil économique et social des Nations unies (ECOSOC). Elle est laïque et indépendante.
Depuis l'année 2007, date de modification de ses statuts, l'association a élargi son objet social. Elle aide toutes les personnes en situation de migration de droit, notamment celles répondant aux définitions de « réfugié » et d'« apatride » précisées par les conventions de Genève du 28 juillet 1951 complétées par l’article premier du protocole de New-York du 31 janvier 1967 et par la convention de New-York du 30 août 1961). Elle accompagne également les mineurs isolés étrangers, les personnes régularisées ainsi que les étrangers retenus.
Elle apporte son appui et son expertise, depuis l'année 2012, à la société civile tunisienne à travers la création d’une section de l’association, Terre d’asile Tunisie, ainsi que par la mise en place du projet Maison du droit et des migrations en partenariat avec l’Association des étudiants et stagiaires africains en Tunisie, le Conseil tunisien pour les réfugiés et les migrants.
Dans l'entre-deux-tours de l'élection présidentielle de 2017 qui oppose Marine Le Pen et Emmanuel Macron, France terre d'asile appelle implicitement dans une tribune avec soixante autres associations à faire barrage à la candidate FN. Après 23 ans à la tête de l'association, Pierre Henry quitte à l'été 2020 la direction pour céder sa place à Delphine Rouilleault.

## Budget
L'association France terre d'asile a un budget de 68,249 millions d'euros qui provient presque entièrement des subventions publiques (70 % du ministère de l'Intérieur),.
Elle emploie 1298 salariés.

## Présidence
- 1971 : Jacques Debû-Bridel
- 1981 :
- 2000 : Jacques Ribs
- 2015 : Alain Le Cléac'h
- 2016 : Thierry Le Roy
- 2022 : Najat Vallaud-Belkacem[6].

## Direction
- 1997-2020 : Pierre Henry
- 2020 : Delphine Rouilleault
- 2024 : Vincent Beaugrand

## Controverses

### Remise en question du caractère indépendant de l'association
Le laboratoire d'idée Terra Nova suggère en 2007 que le caractère d’organisation indépendante serait à interroger. Derrière ces critiques se cachent souvent des positionnements idéologiques différents. France terre d’asile a toujours considéré que l’État devait intervenir dans la gestion des flux migratoires et la protection des populations réfugiées, s’occuper d’assurer le financement de l’accueil et de l’insertion de ces populations. France terre d'asile défend la nécessité de faire appel à des intervenants professionnels afin d'offrir un accompagnement adapté aux besoins spécifiques des migrants pris en charge.

### Accusations de détournement de fonds
Fin 2013, par le biais d’une lettre anonyme, des accusations de détournement de fonds ont été portées à l’encontre de France terre d’asile et de son directeur général, Pierre Henry. L’enquête préliminaire menée par le parquet de Paris a depuis été classée sans suite avec toutefois un rappel à la loi sur un point différent. À la suite de cette affaire, deux plaintes contre X, une de la part du directeur général et une du comité d’entreprise de l’association, auraient été déposées, selon un communiqué de presse de l'association[source insuffisante].

### Accusations de harcèlement moral
L'arrivée de Pierre Henry au poste de directeur général en 1996 est marquée, 4 ans plus tard, par une grève des 80 salariés de France terre d'asile. Les salariés éditent alors un « Livre noir » relatant les dysfonctionnements de ses méthodes de management dont le premier chapitre porte sur des accusations de harcèlement moral. Des violences verbales, insultes, chantages et humiliations en public sont dénoncées, notamment à l'encontre d'employés accusés de tenir des "propos syndicalistes".
Le 20 juillet 2017, l'association a été condamnée pour harcèlement moral et licenciement abusif d'une employée en 2014 et contrainte de verser 55 000 euros de dédommagement à la victime. Cette condamnation met directement en cause les pratiques managériales du directeur général de l'époque, Pierre Henry, considérées par le tribunal comme « punitives », « persécutrices » et « génératrices d'humiliations ». Les syndicats CFDT et FO dénoncent alors l'absence de réaction du conseil d'administration de l'association, symbole selon eux d'un problème de gouvernance plus large. Un communiqué du comité de direction leur répond alors, prenant la défense de Pierre Henry et regrettant "une entreprise de destruction d'un homme".

### Attaques de l'extrême droite
En 2011, Pierre Henry dépose plainte pour injures et menaces de mort à la suite de commentaires sur le blogue d'extrême droite Fdesouche, qui avait rediffusé une de ses interventions sur France Info. 
En octobre 2016, France terre d'asile dépose plainte contre un responsable local du Front national qui a diffusé les adresses des sites d'hébergement de plus d'une centaine de demandeurs d'asile à Lourdes.
En 2023, le centre d'accueil de demandeurs d'asile de Bègles est vandalisé par un groupe d'extrême droite dénommé "Action directe identitaire", qui s'est également attaqué le même jour à la mosquée de Talence et à la permanence du député Loïc Prudhomme située à Villenave d'Ornon,. Le slogan « Qu'ils retournent en Afrique ! » est inscrit sur les murs, en référence à la phrase polémique du député Grégoire de Fournas. Les maires de Talence et Bègles dénoncent des actes « criminels, haineux et racistes » perpétrés par des « ennemis de la République » tandis que Loïc Prudhomme demande la dissolution du groupuscule.